# Â
Â, o A con acento circunflejo, es un grafema utilizado en los alfabetos vietnamitas como letra separada, y también en la ortografía del francés, el valón y el portugués, entre otros, como variante de la letra " A ". Se define como la letra A diacritizada con el acento circunflejo.

## Uso

### Letra independiente
- Vietnamita: Â es la tercera letra y representa el sonido /ɜ/, que tiene un sonido más agudo que una a sencilla /ɑ/. Puesto que el vietnamita es una lengua tonal, para poder marcar los seis tonos posibles esta letra puede ir sola o sumar alguno de los cinco superíndices o subíndices:[1]
- Ầ ầ
- Ẩ ẩ
- Ẫ ẫ
- Ấ ấ
- Ậ ậ

### Variante de la letra A
- Francés : ⟨â⟩ Tradicionalmente representa /ɑ/ y sustituía palabras que se escribían ⟨as⟩, pero hoy en día con frecuencia representa /a/ o /aː/ especialmente en el francés parisino.
- Friulano : ⟨â⟩ Representa el sonido /ɑː/.

#### Idiomas tonales
En varios idiomas tonales  ⟨â⟩ Representa el mismo sonido que  ⟨a⟩ pero el acento circunflejo indica el tono descendente.

## Codificación digital
El acento circunflejo A se puede representar con los siguientes caracteres Unicode.
| Carácter                       | Â                                      | Â                                      | â                                    | â                                    |
| ------------------------------ | -------------------------------------- | -------------------------------------- | ------------------------------------ | ------------------------------------ |
| Unicode                        | LATIN CAPITAL LETTER A WITH CIRCUMFLEX | LATIN CAPITAL LETTER A WITH CIRCUMFLEX | LATIN SMALL LETTER A WITH CIRCUMFLEX | LATIN SMALL LETTER A WITH CIRCUMFLEX |
| Codificación                   | decimal                                | hex                                    | decimal                              | hex                                  |
| Unicode                        | 194                                    | U+00C2                                 | 226                                  | U+00E2                               |
| UTF-8                          | 195 130                                | C3 82                                  | 195 162                              | C3 A2                                |
| Ref. numérica                  | &#194;                                 | &#xC2;                                 | &#226;                               | &#xE2;                               |
| Ref. entidad                   | &Acirc;                                | &Acirc;                                | &acirc;                              | &acirc;                              |
| ISO 8859-1/2/3/4/9/10/14/15/16 | 194                                    | C2                                     | 226                                  | E2                                   |
| EBCDIC                         | 98                                     | 62                                     | 66                                   | 42                                   |